# باسانو دي بوردينوني
باسيانو دي بوردنوني (Pasiàn) هو بلدية في إيطاليا، يقع في منطقة فريولي-فنيزيا جوليا، ويبعد حوالي 90 كيلومتر مربع (35 ميل2) شمال غرب ترييستي وحوالي 13 كيلومتر مربع (5.0 ميل2) جنوب بوردنوني.

## الجغرافيا
تحد باسـيانو البلديات التالية: أزانــو ديسيمو، غورغو آل مونتيكانو، مانســو، ميدونا دي ليفنزا، بورسيا، بوردنوني، براتا دي بوردنوني، برابيسدوميني.

## العلاقات الدولية

### المدن التوأم
تؤامة المدن باسـيانو دي بوردنوني مع:
- كانتون دي فرونساك، فرنسا

## الأشخاص
- داميانو دامياتي (1922–2013)، كاتب سيناريو إيطالي، مخرج، ممثل وكاتب.

## روابط خارجية
- الموقع الرسمي
 باللغة الإيطالية